# Municipio Muñoz
Muñoz es uno de los 7 municipios del Estado Apure, Venezuela cuya capital es la ciudad de Bruzual. Tiene una superficie de 7 925 km² y una población de 34 476 habitantes (2023).
Su nombre proviene del prócer venezolano José Cornelio Muñoz, General de División de las Fuerzas Independentistas lideradas por Simón Bolívar, Anteriormente se le conocía como la Manga Agulera, fue fundada en terrenos pertenecientes a Don Gorgino María Santana; esta ciudad para el año 1860 ya existía como centro poblado de relativa importancia.

## Historia
El 15 de septiembre de 2015 el presidente venezolano, Nicolás Maduro declara parcialmente un Estado de excepción en el estado fronterizo de Apure, por la crisis diplomática con Colombia originado por los acontecimientos ocurridos en el Estado Táchira el 21 de agosto del mismo año. Para esa fecha fueron tres los municipios afectados por la acción presidencial en Apure. El día 22 del mismo mes el cierre de frontera y la aplicación del estado de excepción se extiende a otros tres municipios de la entidad apureña, siendo esta entidad municipal uno de los municipios afectados por la medida presidencial.

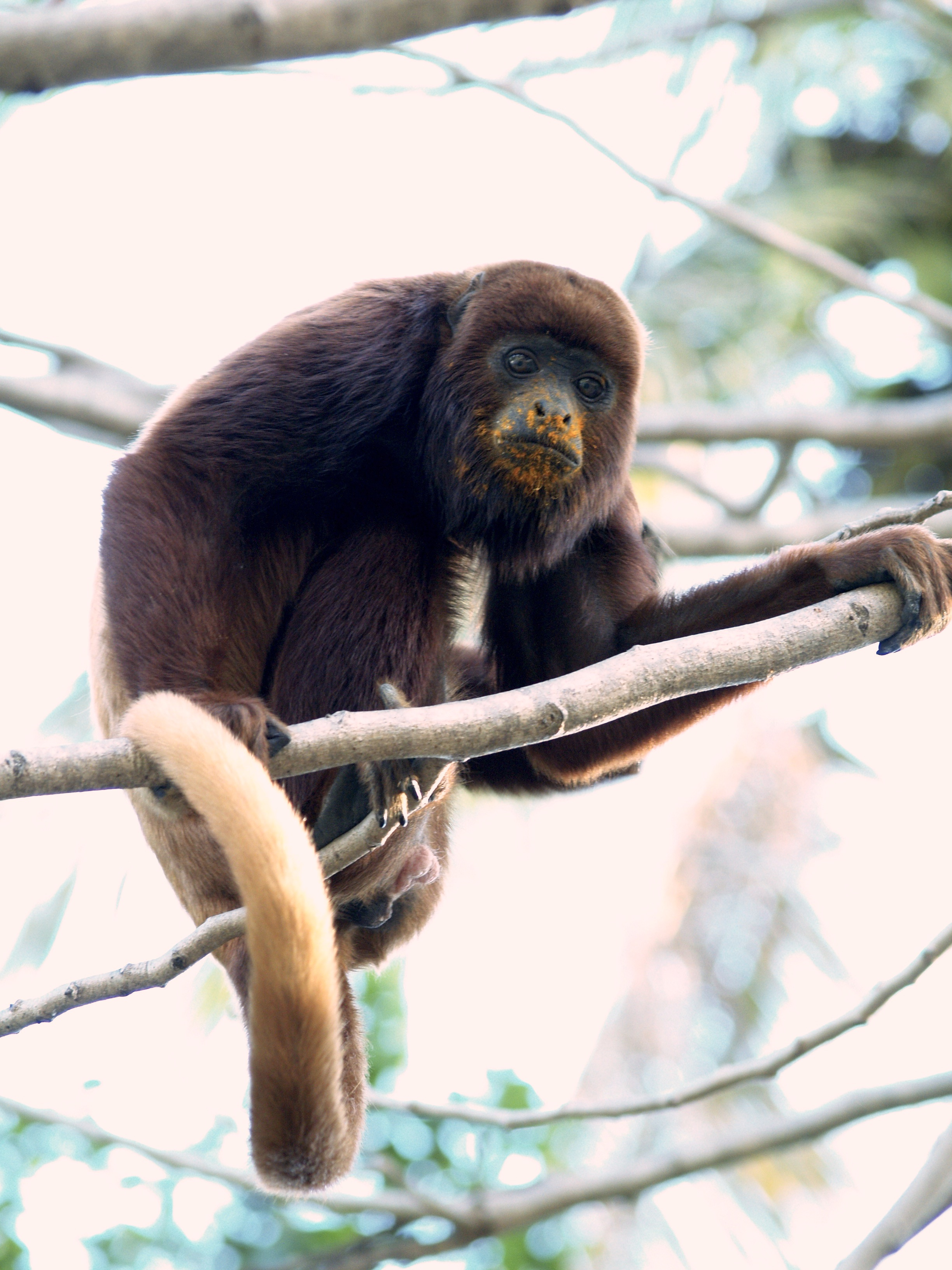
Mono Araguato en el Municipio Muñoz

### Toponimia
Su nombre actual Bruzual, se le asignó por acto legislativo de la Asamblea Legislativa del Estado Soberano de Apure el 20 de agosto de 1872, en homenaje al soldado sin miedo de la Federación General «Manuel Ezequiel Bruzual».

## Geografía

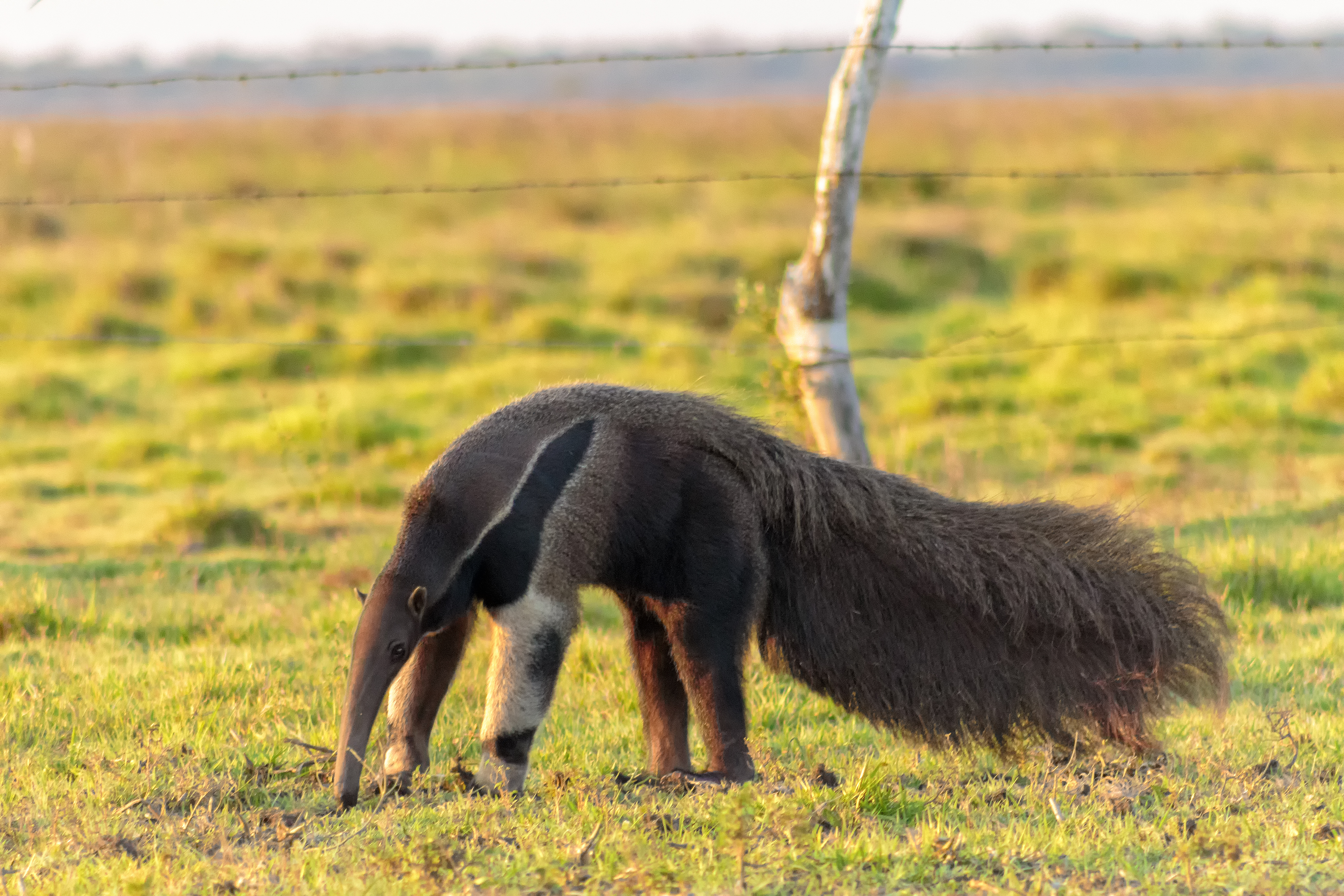
Oso hormiguero (Myrmecophaga tridactyla) típico de la región, Hato El Cedral

### Organización parroquial
| Parroquia       | Superficie | Población   | Densidad      |
| --------------- | ---------- | ----------- | ------------- |
| Bruzual         | km²        | 7.914 hab.  | hab./km²      |
| Mantecal        | km²        | 16.569 hab. | hab./km²      |
| Quintero        | km²        | 1.415 hab.  | hab./km²      |
| Rincón Hondo    | km²        | 6.512 hab.  | hab./km²      |
| San Vicente     | km²        | 2.066 hab.  | hab./km²      |
| Municipio Muñoz | 7.925 km²  | 34.476 hab. | 4,35 hab./km² |

### Centros poblados
- Mantecal: poblado fundado con el nombre de San Miguel de Mantecal de Caicara, probablemente en 1785 y 1788.
- Quintero: poblado fundado en el año 1786, con el nombre de San Sebastián de Quintero
- La Estacada: poblado fundado en el año 1771, con el nombre de Nuestra Señora de las Agustinas de Arichuna, por el Fray Justo de Granada, a orillas del río Arichuna.
- San Vicente: poblado, según Marcos Aurelio Villa, fue establecida hacia 1876.

## Gastronomía
Ya que es una zona ganadera, su comida típica es la Carne en Vara.

## Turismo

### Lugares de interés
- Plaza Bolívar.
- Plaza Gral. José Cornelio Muñoz.
- Iglesia Ntra. Sra. Reina de los Ángeles en Bruzual.
- Puente Colgante Gral. José Cornelio Muñoz en Bruzual.
- Paso Enrriquero
- Río Apure
- Río Matiyure
- Iglesia San Miguel Arcangel en Mantecal.

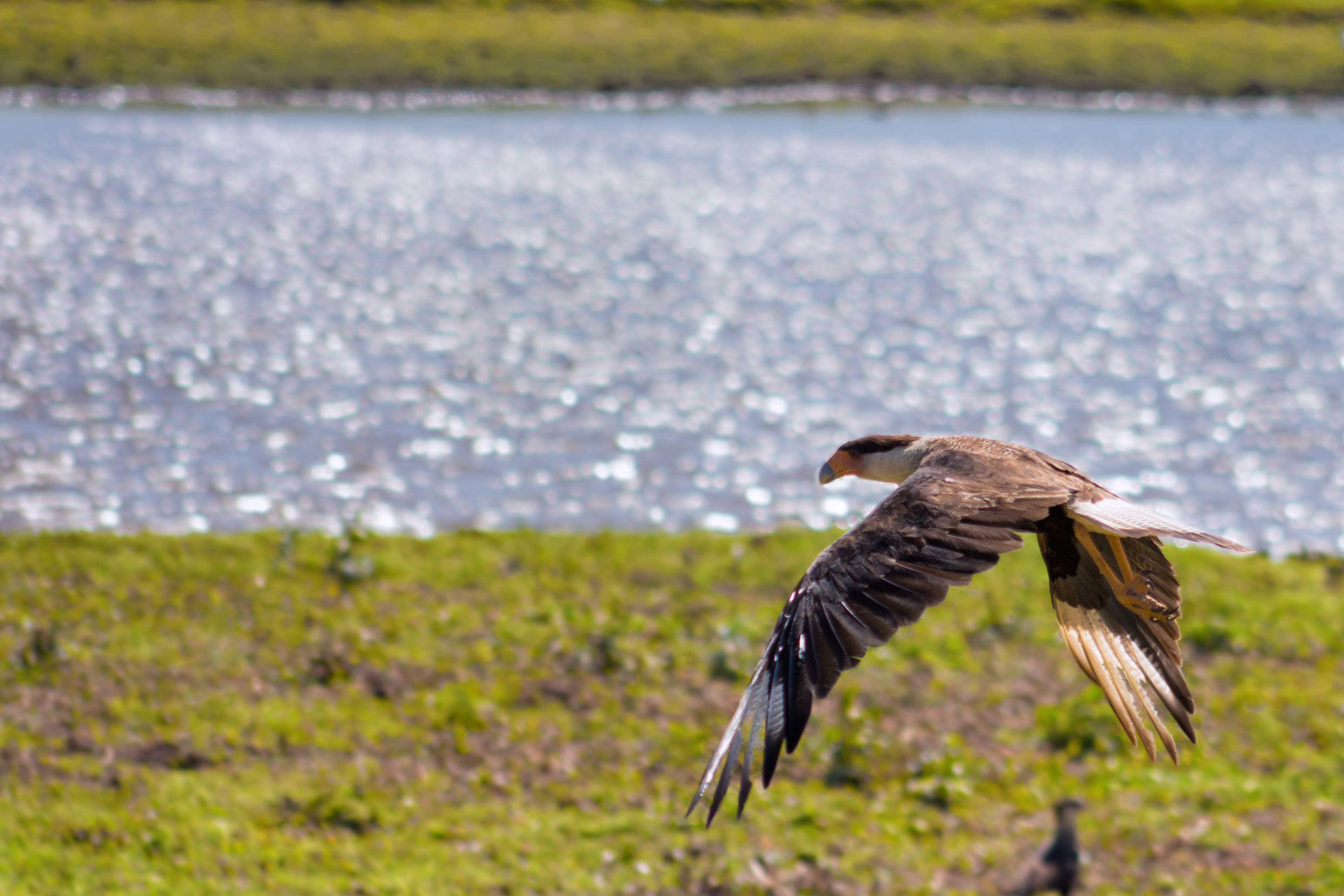
Caricare Encrestado (Caracara plancus), Municipio Muñoz

- Hato El Cedral

## Política y gobierno

### Alcaldes
| Período     | Alcalde               | Partido político / Alianza | % de votos | Notas |
| ----------- | --------------------- | -------------------------- | ---------- | --- |
| 1989 - 1992 | Pedro Samuel Rivero   | AD                         | 56,46      | Primer alcalde bajo elecciones directas |
| 1992 - 1995 | Eulises Antonio Silva | AD                         | 51,65      | Segundo alcalde bajo elecciones directas |
| 1995 - 2000 | Fernando Montilla     | AD                         | -          | Tercer alcalde bajo elecciones directas (se realizaron elecciones generales adelantadas en el 2000 debido a la aprobación de la Constitución de 1999) |
| 2000 - 2004 | Raúl Franco           | AD                         | 42,45      | Cuarto alcalde bajo elecciones directas |
| 2004 - 2008 | Jesús Bona            | MVR                        | 76,63      | Quinto alcalde bajo elecciones directas |
| 2008 - 2013 | Jesús Bona            | PSUV                       | 58,11      | Reelecto (se postergan 1 año las elecciones municipales pautadas para finales del 2012)                                                               |
| 2013 - 2017 | Jesús Bona            | PSUV                       | 58,62      | Reelecto |
| 2017 - 2021 | Jesús Bona            | PSUV                       | 98,60      | Reelecto |
| 2021 - 2025 | Anner Corona          | PSUV                       | 48,13      | Sexto alcalde bajo elecciones directas |

### Concejo municipal
Período 1989 - 1992
| Concejales:         | Partido político / Alianza |
| ------------------- | -------------------------- |
| Anibal Meléndez     | AD                         |
| Luisa Sánchez       | AD                         |
| Pedro Ramón Rivas   | AD                         |
| José Avendaño       | AD                         |
| Beatriz J. de Gómez | COPEI                      |
| Daniel Acevedo      | COPEI                      |
| Tomas Pulido        | COPEI                      |

Período 1992 - 1995
| Concejales:         | Partido político / Alianza |
| ------------------- | -------------------------- |
| José Zapata         | AD                         |
| Yolanda Marciales   | AD                         |
| Alexis Machado      | AD                         |
| Pedro Salazar       | AD                         |
| Gregoria González   | COMOI/MAS                  |
| Angel Parra         | COMOI/MAS                  |
| Beatriz J. de Gómez | COPEI                      |

Período 1995 - 2000
| Concejales:        | Partido político / Alianza |
| ------------------ | -------------------------- |
| Eugenio Monagas    | AD                         |
| Pedro Aguilera     | AD                         |
| Alberto Aquilino   | AD                         |
| Guido Escalona     | AD                         |
| Yolanda Marciales  | AD                         |
| Ana Blanco         | COPEI                      |
| Diego Lavado Pérez | CONVERGENCIA               |

Período 2013 - 2018
| Concejales       | Partido político / Alianza |
| ---------------- | -------------------------- |
| María Quiñones   | PSUV                       |
| Nardo Aparicio   | PSUV                       |
| José Zapata      | PSUV                       |
| Yarisma Castillo | PSUV                       |
| Nancy Flores     | PSUV                       |
| Robert Lavado    | PSUV                       |
| José Blanco      | (Representación Indígenas) |

Período 2018 - 2021
| Concejales       | Partido político / Alianza |
| ---------------- | -------------------------- |
| Maria Alvarado   | PSUV                       |
| Nancy Flores     | PSUV                       |
| Ender Milano     | PSUV                       |
| Jorge Figueredo  | PSUV                       |
| Fidel Castillo   | PSUV                       |
| Yurnellys Zapata | PSUV                       |
| Paula Tovar      | (Representación Indígena)  |

Periodo 2021 - 2025
| Concejales:      | Partido político / Alianza |
| ---------------- | -------------------------- |
| Cruz Corona      | PSUV                       |
| Zorelys Chávez   | PSUV                       |
| José Tirado      | PSUV                       |
| Evaristo Pernia  | MUD                        |
| Lorenna Montilla | MUD                        |
| Oscar Salazar    | MUD                        |
| Paula Tovar      | (Representación indígena)' |